# Đường Hai Bà Trưng, Thành phố Hồ Chí Minh
Đường Hai Bà Trưng là một con đường tại trung tâm Thành phố Hồ Chí Minh. Đường này dài khoảng 2,97 km, đi qua hai quận trung tâm là Quận 1 và Quận 3. Đây là một trong những con đường sầm uất và lâu đời nhất tại Thành phố Hồ Chí Minh.

## Vị trí
Đường Hai Bà Trưng dài khoảng 2,97 km, đi từ công trường Mê Linh bên sông Sài Gòn đến đầu cầu Kiệu bắc qua kênh Nhiêu Lộc – Thị Nghè, cắt qua các con đường sầm uất khác tại khu vực trung tâm thành phố như: Lê Thánh Tôn, Lý Tự Trọng, Lê Duẩn, Nguyễn Thị Minh Khai, Nguyễn Đình Chiểu, Điện Biên Phủ, Võ Thị Sáu.

## Lịch sử

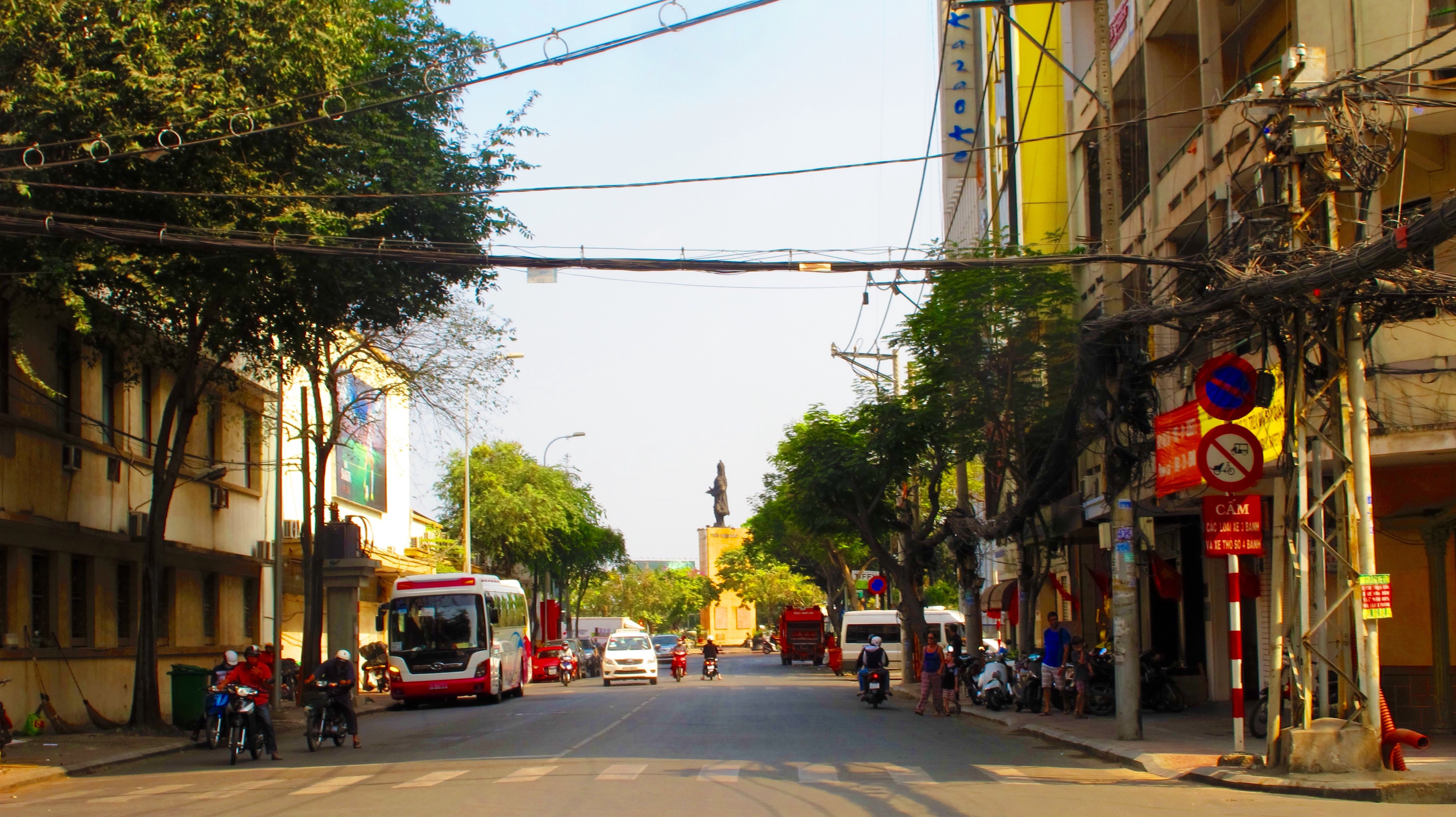
Đường Hai Bà Trưng nhìn về hướng Công trường Mê Linh

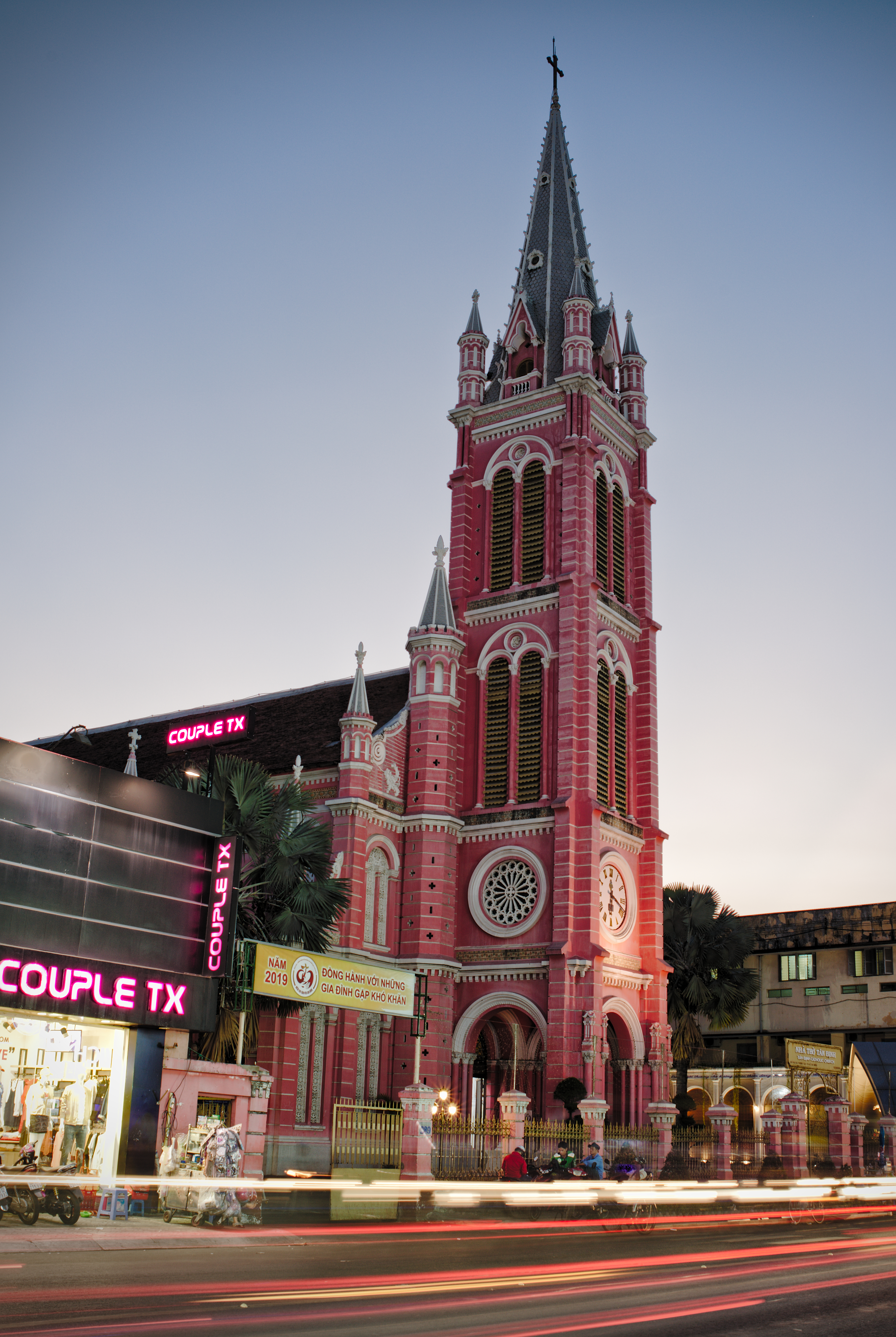
Nhà thờ Tân Định nằm trên đường Hai Bà Trưng là một nhà thờ cổ được xây dựng theo phong cách La Mã với màu hồng đặc trưng

Con đường này có từ trước thời Pháp thuộc, lúc bấy giờ là đường đi xuyên qua trung tâm thành Bát Quái cũ. Sau khi chiếm Sài Gòn, chính quyền Pháp đặt là đường số 14, đến năm 1865 thì đổi là đường Impériale rồi năm 1870 lại đổi thành đường Nationale. Năm 1901, ông Paul Blanchy, thị trưởng Sài Gòn qua đời và một năm sau, chính quyền quyết định đổi tên đường Nationale thành đường Paul Blanchy. Theo một số tài liệu báo cáo vào năm 1904, đây là con đường được thử nghiệm trải nhựa lần đầu tiên tại Sài Gòn. Phần đường được trải nhựa dài 1.337 m, ngang 6 m, từ đại lộ Norodom (nay là đường Lê Duẩn) đến đường Marché (nay là đường Trần Quốc Toản), nhựa đường được đưa từ Pháp sang.
Năm 1952, chính quyền Quốc gia Việt Nam đổi tên đoạn đường từ đại lộ Norodom đến cầu Kiệu thành đường Trưng Nữ Vương, đoạn còn lại vẫn mang tên Paul Blanchy. Năm 1955, chính quyền Việt Nam Cộng hòa quyết định đổi tên cả hai đoạn thành đường Hai Bà Trưng, tên gọi này được giữ nguyên cho đến hiện tại.